# Joyce Beatty
Joyce Marie Beatty (nasceu a 12 de março, 1951) é uma política americana servindo como congressista na Câmara dos Representantes dos Estados Unidos pelo 3º distrito congressional de Ohio desde 2013. Membro do Partido Democrata. Beatty foi membro da Câmara dos Representantes de Ohio de 1999 a 2008, representando o 27º distrito; durante o seu mandato, ela serviu por um tempo como líder da minoria. O marido dela é Otto Beatty Jr., que também é ex-Representante do Estado de Ohio.
Em 2012, ela concorreu ao terceiro distrito congressional de Ohio, recentemente redesenhado, com sede na cidade de Columbus, e venceu as primárias democratas ao derrotar a ex-congressista americana Mary Jo Kilroy. Beatty acabou vencendo as eleições gerais contra o republicano Chris Long.

## Infância e juventude
Beatty nasceu em Dayton, Ohio. Ela tem um BA em fala pela Central State University, um MS em aconselhamento psicológico pela Wright State University em 1975, e estudou em nível de doutorado na University of Cincinnati. Beatty serviu como Diretora de Saúde e Serviços Humanos do condado de Montgomery, responsável por administrar a arrecadação de saúde do condado e casas de repouso públicas da área, incluindo a Casa de Repouso Stillwater. Em 2003, ela recebeu um doutorado honorário da Ohio Dominican University. Beatty serviu como delegada de John Kerry na delegação de Ohio à Convenção Nacional Democrática de 2004 em Boston.
Beatty é casada com um advogado e ex-deputado estadual Otto Beatty Jr. Ela foi porta-voz nacional da American Heart Association. Atuou no Conselho da Columbus American Heart Association, no Comitê Democrático de Ohio, no Women's Fund, na NAACP e na fraternidade Delta Sigma Theta. Além disso, ela foi presidente legislativa do The Links e presidente do Columbus Urban League Board. Ela ganhou o prémio Mulher de Realização da YWCA de 2002, o Prémio Saúde Falando da Saúde da Mulher de Ohio, o Prémio NAACP Freedom, o Prémio Mulher de Coragem e o Prémio de Reconhecimento de Liderança da Liga Urbana.

## Câmara dos Representantes do Estado de Ohio (1999-2009)

### Eleições
Em 1999, o antigo Representante Estadual Otto Beatty Jr., do distrito da 21ª Câmara de Ohio, decidiu renunciar mais cedo para começar uma oportunidade no setor privado. A sua esposa, Joyce Beatty, foi nomeada para o seu assento. Ela ganhou um mandato completo em 2000 com 82% dos votos.  Após o re-distritamento, ela decidiu concorrer no recém-redesenhado distrito da 27ª Câmara de Ohio e foi reeleito para um segundo mandato em 2002 com 82% dos votos. Em 2004, ela ganhou a reeleição para um terceiro mandato sem oposição.  Em 2006, ela ganhou a reeleição para um quarto mandato com 87% dos votos.

### Posse
Depois que Chris Redfern saiu para tornar-se presidente do Partido Democrata de Ohio, Beatty foi nomeada líder da minoria. Ela serviu nessa capacidade durante toda a 127ª Assembleia Geral de Ohio. Ela foi a primeira mulher líder democrata na história de Ohio.

## Câmara dos Representantes dos Estados Unidos

### Eleição de 2012 e posse
A 6 de março de 2012, Beatty derrotou a ex-congressista Mary Jo Kilroy, a vereadora Priscilla Tyson da cidade de Columbus e o representante estadual Ted Celeste (38% - 35% -15% -12%) para ganhar a primária democrática do 3º distrito eleitoral de Ohio. Beatty recebeu o apoio inicial do Legislativo Black Caucus de Ohio, do prefeito de Columbus Michael B. Coleman e de várias outras figuras políticas da região central de Ohio, incluindo a Congressista Tracy Maxwell Heard e o ex-Congressista. W. Carlton Weddington.
Entre 2013 e 2020, 5 dos 88 projetos de lei que Beatty patrocinou tornaram-se leis, todos embrulhados em projetos de lei mais amplos. Em 2020, ela observou que havia "ajudado a garantir" o financiamento local para a revitalização de partes de Dayton e pesquisas no estado de Ohio.